# Lost and Delirious
Lost and Delirious (Brasil: Assunto de Meninas / Portugal: A Outra Metade do Amor) é um filme canadense de 2001 que explora a temática da adolescência e da homossexualidade e corresponde ao desejo da realizadora, Léa Pool, de expôr este tema, que é de seu interesse.

## Sinopse
Mary "Mouse" Bedford (Mischa Barton) é enviada ao colégio interno "Perkins Girls" pelo seu pai e sua madrasta quando sua mãe morre. É uma menina tímida, mas rapidamente é aceita pelas suas duas colegas de quarto, Paulie e Tory (Piper Perabo e Jessica Paré), conhecidas como as garotas perdidas do colégio. As três formam um laço de amizade muito forte e tornam-se inseparáveis. Apesar da amizade entre elas, Mouse fica confusa acerca da proximidade do relacionamento entre Paulie e Tory.
Rapidamente descobre-se que a sua partilha vai para além da simples amizade. Sem justificativa, Tory cede à pressão de sua família e distancia-se de Paulie, que recusa-se a aceitar este afastamento. Mouse divide-se entre as duas amigas, Paulie se vê sem saída e faz de tudo para recuperar o amor de Tory, que tenta provar a heterossexualidade namorando garotos. Paulie se vê desesperada diante da situação e não se conforma em perder o amor de Tory, lutando cada vez mais para recuperar o amor dela.
Diante dessa situação, "Mouse" já está totalmente envolvida nessa história.

## Elenco
| Ator               | Papel                  |
| ------------------ | ---------------------- |
| Piper Perabo       | Paulie                 |
| Mischa Barton      | Mouse                  |
| Jessica Paré       | Victoria "Tori" Moller |
| Jackie Burroughs   | Fay Vaughn             |
| Mimi Kuzyk         | Eleanor Bannet         |
| Graham Greene      | Joe Menzies            |
| Emily VanCamp      | Allisson Moller        |
| Caroline Dhavernas | Kara                   |
| Luke Kirby         | Jake Hollander         |

## Filmagens
O filme foi filmado na Universidade de Bishop, Canadá, depois de "transformada" num colégio interno.[carece de fontes?]